# Markuszów (gmina)
Markuszów – gmina wiejska w województwie lubelskim, w powiecie puławskim. W latach 1975–1998 gmina położona była w województwie lubelskim.
Siedzibą gminy jest osada Markuszów.
30 czerwca 2004 gminę zamieszkiwało 3021 osób. Natomiast według danych z 31 grudnia 2017 roku gminę zamieszkiwały 2972 osoby.

## Historia
Gmina Markuszów powstała w czasach Królestwa Polskiego – 19 maja?/31 maja 1870 w powiecie nowoaleksandryjskim z obszaru pozbawionego praw miejskich Markuszowa oraz ze wsi Łany, Zabłocie, Góry, Wola Przybysłowska, Orlicza, Kamnie, Wólka Kątna i Kłody z gminy Kurów.
Z upływem lat, Wola Przybysławska przeszła do gminy Garbów, a wieś Orlicz stała się częścią Woli Przybysławskiej.

## Struktura powierzchni
Według danych z roku 2002 gmina Markuszów ma obszar 40,39 km², w tym:
- użytki rolne: 84%
- użytki leśne: 8%

Gmina stanowi 4,33% powierzchni powiatu.

## Demografia

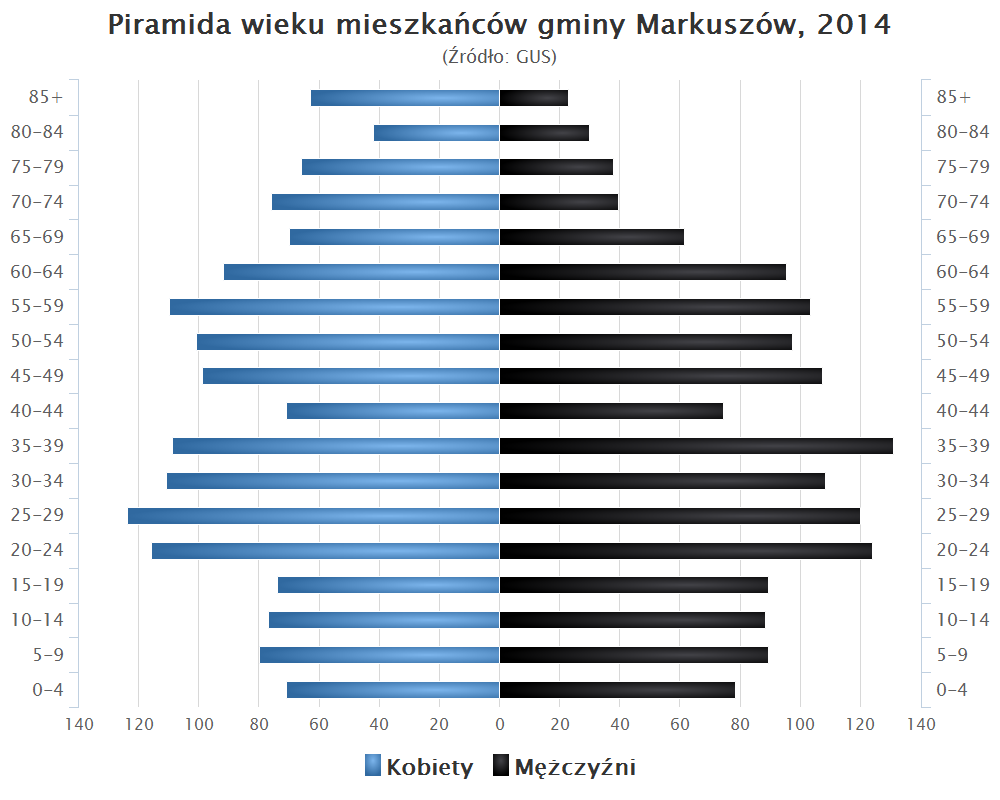
Piramida wieku mieszkańców gminy Markuszów w 2014 roku

Dane z 30 czerwca 2004:
| Opis                              | Ogółem | Ogółem | Kobiety | Kobiety | Mężczyźni | Mężczyźni |
| --------------------------------- | ------ | ------ | ------- | ------- | --------- | --------- |
| jednostka                         | osób   | %      | osób    | %       | osób      | %         |
| populacja                         | 3021   | 100    | 1494    | 49,5    | 1527      | 50,5      |
| gęstość zaludnienia (mieszk./km²) | 74,8   | 74,8   | 37      | 37      | 37,8      | 37,8      |

## Parafie
Na terenie Gminy Markuszów funkcjonują dwie parafie rzymskokatolicka i starokatolicka mariawitów:
- Parafia św. Józefa w Markuszowie
- Parafia Przenajświętszego Sakramentu w Łanach

## Sołectwa
Bobowiska, Góry, Kaleń, Góry-Kolonia, Łany, Markuszów, Olempin, Olszowiec, Wólka Kątna, Zabłocie.

## Sąsiednie gminy
Abramów, Garbów, Kurów, Nałęczów